# Piz Chavalatsch
De Piz Chavalatsch, in het Italiaans Monte Cavallaccio, is een 2763 meter hoge bergtop in de Alpen. De top van de berg, waarover de grens tussen Zwitserland en Italië loopt, is het meest oostelijke punt van Zwitserland. Vanaf de top van berg, die volgens velen een van de mooiste panorama’s in het Vinschgau biedt, heeft men een goed uitzicht op onder andere de Ortlergroep en het Val Müstair. De berg is te bereiken vanuit Stilfs via de Obere Stilfser Alm.